# Eleccions legislatives neerlandeses de 1986
Les eleccions legislatives neerlandeses de 1986 se celebraren el 21 de maig de 1986, per a renovar els 150 membres de la Tweede Kamer. El partit més votat fou el Crida Demòcrata Cristiana (CDA) de Ruud Lubbers, qui formà un govern de coalició amb VVD.

## Resultats
| ← Eleccions legislatives neerlandeses, 1986 → |                                                       |                   |           |      |        |
| Partit                                        | Partit                                                | Líder             | Vots      | %    | Escons |
|                                               | Crida Demòcrata Cristiana (CDA)                       | Ruud Lubbers      | 3.172.918 | 34,6 | 54     |
|                                               | Partit del Treball (PvdA)                             | Wim Kok           | 3.051.678 | 33,3 | 52     |
|                                               | Partit Popular per la Llibertat i la Democràcia (VVD) | Ed Nijpels        | 1.596.991 | 17,4 | 27     |
|                                               | Demòcrates 66 (D66)                                   | Hans van Mierlo   | 562.466   | 6,1  | 9      |
|                                               | Partit Polític dels Radicals (PPR)                    | Ria Beckers       | 159.740   | 1,3  | 2      |
|                                               | Partit Socialista Pacifista (PSP)                     | Andrée van Es     | 110.182   | 1,2  | 1      |
|                                               | Unió Política Reformada (GPV)                         | Gert Schutte      | 88.381    | 1,0  | 1      |
|                                               | Federació Política Reformada (RPF)                    | Meindert Leerling | 83.582    | 0,9  | 1      |
| Total                                         | Total                                                 |                   | 9,199,621 | 85,8 | 150    |